# Vid Ponikvar
Vid Ponikvar, slovenski fotograf, * 18. junij 1976, Bled, Slovenija.
Po končani Gimnaziji Kranj je študiral na ljubljanski medicinski fakulteti. V srednji šoli je ustanovil in bil urednik šolske revije KRT, med študijem v Ljubljani pa postal sourednik športne revije Trim, danes Sokol. Leta 1999 je začel z internetnim projektom za kolesarje Bicikel.com, hkrati pa se je začel ukvarjati z reportažno in športno fotografijo in se leta 2004 tej dejavnosti tudi povsem posvetil. 
Dela kot fotoreporter na SiOl Sportal, reviji Ognjišče, tedniku Družina, reviji Šport, od leta 2008 pa tudi vodi športno fotoagencijo Sportida, preimenovano iz Sportal Images. Njegove fotografije se pojavljajo tudi v več drugih slovenskih medijih, knjigah, plakatih in na koledarjih.
Kot potapljač je od leta 2002 član kluba Norik Sub, kot podvodni hokejist pa od leta 2004 član kluba PH Ljubljana.

## Posebna znanja
- potapljač CMAS -*** special diver
- potapljač UDI (United Diving Instructors - zveza profesionalnih inštruktorjev potapljanja )-*** special diver